# Pilidiostigma rhytispermum
Pilidiostigma rhytispermum är en myrtenväxtart som först beskrevs av Ferdinand von Mueller, och fick sitt nu gällande namn av Karl Ewald Maximilian Burret. Pilidiostigma rhytispermum ingår i släktet Pilidiostigma och familjen myrtenväxter. Inga underarter finns listade i Catalogue of Life.